# 小行星3962
小行星3962（英語：3962 Valyaev）是一颗围绕太阳公转的小行星。1967年2月8日，塔瑪拉·米哈伊洛夫那·斯米爾諾娃在克里米亚发现了此天体。
这颗小行星的绝对星等为105.5290846351141等。